# Tortue multicolore
L’Alag Melkhii (mongol : ᠠᠯᠠᠭ
ᠮᠡᠨᠡᠬᠡᠢ, cyrillique : алаг мэлхий, MNS : alag melkhii,, signifiant tortue multicolore, également appelé Alag melkhii örökh (mongol : ᠠᠯᠠᠭ
ᠮᠡᠨᠡᠬᠡᠢ
ᠥᠷᠦᠬᠦ, cyrillique : Алаг мэлхий өрөх littéralement : arranger (la) tortue multicolore), est considéré comme le jeu symbolisant le mieux la richesse en Mongolie. Chaque partie de la tortue à des couleurs différentes, d'où l’appellation du jeu.
En plus de divertissement, ce jeu, s’il est joué pour Tsagaan Sar (le Nouvel an mongol), est supposé porter chance et prospérité à la famille et fertilité à ses animaux.

## Règles du jeu
Il existe différentes versions du jeu, comportant 92, 108 ou davantage d'osselets (mongol : ᠱᠠᠭ᠎ᠠ, cyrillique : шагай, shagai).
À chaque tour, le joueur lance un unique dé. En fonction du chiffre sorti par le dé, le joueur prend une partie de la tortue ayant un nombre équivalent d'osselets. Si le joueur a tiré un 6, il peut de nouveau relancer le dé.
Si un joueur tire un chiffre dont aucune pièce ne correspond, il doit régénérer une partie ayant le nombre d'osselets équivalents s'il possède le bon nombre d'osselets. Il ne s'agit pas forcément de la pièce dont aurait pris possession le joueur. Le joueur qui tire par exemple un 3, mais ne trouve pas de pièce comportant 3 osselets, peut par exemple, recomposer les 3 osselets de la queue, pris dans un ensemble de 6 osselets récupérés sur la carapace, de 5 osselets sur les griffes, etc. S'il ne possède pas assez d'une couleur, il pourra recréer un élément comportant le nombre tiré, avec des pièces de différentes couleurs.
La carapace est le seul élément du corps divisible. Elle est considérée comme composé par six lignes, il est donc possible de récupérer une ligne lorsque le chiffre six est sorti.
Le jeu se termine une fois toutes les parties du corps de la tortue collectées. Le joueur qui a recueilli le plus d’osselets est désigné vainqueur.

## Distribution des osselets

### Version à 92 osselets
Les 92 osselets sont répartis en différents éléments, chaque élément ayant sa couleur, de la façon suivante :

Disposition à 92 pièces

Au centre est située la carapace  (ᠨᠢᠷᠤᠭᠤ, нуруу, nuluu), composée de 36 osselets :
- 6 lignes (ᠡᠩᠨᠡᠭᠡ, эгнээ, egnee)
- Chaque ligne est composées de 6 osselets.

Sur la carapace sont posés 4 autres osselets, disposés ainsi, de haut en bas :
- Le cœur (ᠵᠢᠷᠦᠬᠡ, зүрх, zürkh), composé d'1 osselet ;
- Les reins (ᠪᠥᠭᠡᠷ᠎ᠡ, бөөр, böör), composés par 2 osselet (1 par rein) ;
- La vessie (ᠳᠠᠪᠠᠭᠰᠠᠨ, давсан, davsan), composée d'1 osselet ;

Autour de la carapace, il y a la tête, les 4 pattes et la queue.
La tête de la tortue est composée par :
- La tête (ᠲᠣᠯᠤᠭᠠᠢ, толгой, tolgoi), composée de 3 osselets ;
- Les yeux (ᠨᠢᠳᠦ, нүд, nüd), composés par 2 osselet (1 par œil) ;
- Les oreilles (ᠴᠢᠬᠢ, чих, chikh), composés par 2 osselet (1 par oreille) ;
- Le cou (ᠬᠦᠵᠦᠭᠦᠦ, хүзүү, khüzüü), composé de 6 osselets ;

Les 4 pattes, composées chacune de :
- 4 osselets pour les jambes (ᠰᠢᠯᠪᠢ, шилбэ, shilbe) ;
- 5 osselets pour les griffes (ᠰᠠᠷᠪᠠᠭᠤ, сарвуу, sarvuu).

- Une queue (ᠰᠡᠭᠦᠯ, сүүл, süül), composé de 3 osselets.